# Schizidium persicum
Schizidium persicum là một loài chân đều trong họ Armadillidiidae. Loài này được Schmalfuss miêu tả khoa học năm 1986.